# L'agüelo Pollastre
L'agüelo Pollastre és un sainet escrit per Josep Bernat i Baldoví i publicat l'any 1859. L'obra és una paròdia de Don Juan Tenorio, de l'escriptor espanyol José Zorrilla. Hi ha una edició posterior del setmanari "El Sueco" de l'any 1908.